# Bill Sienkiewicz
Boleslav (William) Felix Robert Sienkiewicz, conocido más comúnmente como Bill Sienkiewicz (nació el 3 de mayo de 1958) es un dibujante muy conocido por su trabajo en varios comic books, particularmente para la editorial Marvel Comics, entre ellos New Mutants, Moon Knight y Elektra: Assassin. Asistió a la Newark School of Fine and Industrial Arts en Newark, Nueva Jersey, Estados Unidos. 

## Biografía

### Cómics
Con frecuencia, y a diferencia de lo normal en los cómics, Sienkiewicz utiliza estilos tales como la pintura al óleo, el collage y la mimeografía. Algunos críticos han sugerido la influencia dentro su trabajo del arte expresionista y abstracto. Desde 1980, ha influido sobre el estilo en la ilustración de cómics. Su empleo de medios poco convencionales e intensidad de la tapa de los cómics influyó sobre Dave McKean, Ashley Wood y Kent Williams entre otros.
Su primer trabajo acreditado dentro de Marvel Comics fue un número de Fantastic Four que lo llevó a conseguir la tarea de dibujante regular de Moon Knight. Su estilo gráfico poco convencional y el uso del collage en la serie le otorgó el estatus de culto dentro de la industria, pese a las escasas ventas del título. Cuando Moon Knight se trasladó al sistema de venta directa en 1981, Sienkiewicz recibió una mayor libertad creativa que pudo verse reflejada en su máxima expresión en la historia «Hit It» (Moon Knight #26).
En 1984 comenzó a trabajar en New Mutants junto al escritor Chris Claremont. Allí, sus tapas características y diseño de los personajes capturaron gran atención para la serie. En ocasiones, Sienkiewicz dibujaba las tapas de varios de los cómics de Marvel, como Rom, The Mighty Thor, Return of the Jedi y Transformers, y también realizó la adaptación al cómic de Dune.
En 1986 realizó su primer trabajo como escritor en la historia “Slow Dancer” dentro de la revista Epic Illustrated. En este mismo año, ilustró la miniserie de ocho números Elektra: Assassin, escrita por Frank Miller, por la que ganó el Premio Kirby al Mejor Artista y el prestigioso premio Yellow Kid por «unir las sensibilidades artísticas norteamericanas y europeas».
También en 1986, contribuyó con Alan Moore en la novela gráfica Brought to Light y escribió e ilustró la miniserie Stray Toasters; aclamada por la crítica, esta obra peculiar trata sobre un psicólogo criminalista que investiga una serie de asesinatos.
En 1988, Sienkiewicz y Alan Moore publicaron los primeros dos números de Big Numbers, un proyecto muy ambicioso que jamás pudo completarse. En 1990 y dentro de la serie Clásicos ilustrados, Bill Sienkiewicz publicó la novela gráfica Moby Dick.

### Otros proyectos
Además de su trabajo en cómics, Sienkiewicz también trabajó en otros medios de comunicación. En 1995, ilustró la biografía de Jimi Hendrix, Voodoo Child: The Illustrated Legend of Jimi Hendrix. Al año siguiente realizó el arte para el álbum de Bruce Cockburn Charity Of Night. También publicó un libro para niños llamado Santa: My Life & Times (An Illustrated Autobiography) en 1998 y su arte ha sido publicado en revistas como Entertainment Weekly y Spin. Creó tapas de los discos Bobby Digital In Stereo (1988) del rapero y productor RZA, y Business As Usual (1990) de EPMD.
Sienkiewicz fue nominado para un premio Emmy dos veces, en 1995 y 1996, por su producción y diseño de personajes en Where in the World is Carmen Sandiego?.
En 2004 comenzó a desarrollarse el guion para una película de Stray Toasters escrito por Sienkiewicz junto a Jeff Renfroe y Marteinn Thorsson. Aunque el estreno de la película estaba programado para 2005, en la actualidad todavía se encuentra en producción.
También en 2004, Sienkiewicz contribuyó con el arte para cartas del VS System, un juego de cartas coleccionables publicado por Upper Deck Entertainment.
En 2006, Sienkiewicz realizó el diseño y el arte para el conjunto en DVD de la primera temporada de la serie animada de televisión The Venture Bros..
También trabajó como maestro en la Joe Kubert School of Cartoon and Graphic Art, la Escuela de animación y arte gráfico fundada por Joe Kubert.

### Obras paraDC
- Aquaman #52
- Batman #533 534
- Batman: Black and White #3
- Batman: GCPD #1-4
- Nightwing/Huntress #1-4
- Batman Villains Secret Files and Origins
- Dark Knight Dynasty (tomo recopilatorio)
- DC 1st (Unitario) Batgirl/The Joker
- Detective Comics #709
- Dreams Nightmares #1 Pin-Up
- Endless Gallery Pin-Up
- Green Arrow #109
- Green Lantern: The Last Will and Testament of Hal Jordan
- Heroes Against Hunger Pin Up
- Rogues Gallery Pin-Up
- Sandman: Endless Nights (tomo recopilatorio)
- The Shadow #1-6
- Superman #400 Pin-Up
- Superman Vol 2 #173
- Superman: Day of Doom #1-4
- The Superman Gallery (Unitario)

#### Solamente portada
- Question #1-19 #21-23, Annual #1
- Teen Titans Spotlight #10
- Detective Comics #741, #772, #773, #775

### Obras paraMarvel
- Alias #7-8
- The Avengers Annual #16
- Bizarre Adventures #31
- Black Widow #1-6
- Black Widow Volume 1 (recopilando los seis números)
- Blade: Vampire Hunter #3
- Captain America: Red, White & Blue
- Daredevil: Love and War, con guion de Frank Miller
- Deathlok Volume 2 #11
- Dune (adaptación de la película) Marvel Comics Super Special # 36
- Elektra: Assassin #1-8, con guion de Frank Miller
- Epic Illustrated #34 (sólo la historia «Slow Dancer»)
- Excalibur #27
- Fantastic Four #219, #221-231
- Galactus The Devourer #1-6
- Gambit #3, #4
- Generation X Annual 1995
- Héroes for Hope (protagonizada por los X-Men)
- The Hulk Magazine #13-15 #17-18 #20 (sólo las páginas de Moon Knight)
- Kull The Conqueror #4
- Marvel Fanfare #38, #42
- Marvel Preview #18, #21
- The Marvel Saga #8
- Moon Knight #1-15, #17-20, #22-26, #28-30, #33
- Moon Knight Special Edition #1-3 (el mismo material que The Hulk Magazine)
- New Mutants #18-31, #35-38
- New X-Men #127, #131
- New X-Men (Unitario)
- Peter Parker: The Spectacular Spider-Man #220-#229
- Return Of The Jedi #1-4 (portada, primera página y pin-up) también la portada del Marvel Comics Super Special (novela gráfica con la recopilación de los cuatro números)
- Spidergirl #0
- Spider-Man 2099 #42
- Stray Toasters #1-4
- Ultimate Marvel Team-Up #6-8
- Uncanny X-Men #159, # 287, #288, #314, Annual #6
- The Wedding Album (X-Men) (Unitario)
- What If? #34
- Wolverine: Inner Fury
- Wolverine #10-16
- X-Man #9
- X-Men Classic #63 (de Uncanny X-Men #159)
- X-Men Unlimited #43
- X-Men Vs. Dracula (Unitario)

#### Solamente portada
- The Beauty and the Beast #1-4
- The Black Panther #14
- The Brotherhood #1-3
- Clive Barker's Hellraiser #10
- The Comet Man #1-#6
- Daredevil #197, #204, #207, #338
- The Dark Phoenix Saga (tomo recopilatorio)
- Dazzler #8-9, #15-16, #18, #27-35, #42, Marvel Graphic Novel #12 Dazzler: The Movie
- The Defenders #123
- Doom 2099 #35
- Elektra Vol 2 #23-#27
- Elektra: The Hand #1-5
- Excalibur #83
- The Further Adventures of Indiana Jones #26
- Fury #1-#6
- Ghost Rider #58
- God Loves, Man Kills (X-Men) (solamente la edición recopilatoria de 1994)
- The Incredible Hulk #295, #296, #297, #301, #312
- The Iron Manual (tomo recopilatorio)
- King Conan #11
- Kull The Conqueror #2
- Marc Spector: Moon Knight #26-30
- Marvel Graphic Novel #8 (Super Boxers)
- The Marvel Masterpiece Collection 2 #3
- Marvel Spotlight Vol 2 #6
- The Mighty Thor #332, 333
- Moon Knight #31, #34
- The New Defenders #125, #131, #135
- New Mutants #17
- Nick Fury, versus S.H.I.E.L.D. #2
- The Official Marvel Index To The X-Men Vol 2 #3
- The Power of Iron Man (tomo recopilatorio)
- The Punisher Vol 2 #93
- The Punisher Holiday Special #2
- Rom #46, #47, #52-54, #68, #71, Annual 2 & 3
- The Savage Sword of Conan #116
- Spidergirl Annual '99
- Spider-Woman #16
- Starriors #1-4
- Star Wars #92, 101
- The Transformers #1
- Thor Vol 2 #75
- Uncanny X-Men #195 y # 252
- What If? #43-47
- Wonderman #1
- X-Calibre #3
- X-Men Unlimited #3

### Otros trabajos
- The Amazing Adventures of the Escapist #2, publicada por Dark Horse
- Big Numbers #1-2, y varias páginas del número 3 (no publicado), con guion de Alan Moore
- Brought to Light
- Santa: My Life & Times (An Illustrated Autobiography)
- Voodoo Child: The Illustrated Legend of Jimi Hendrix, edición limitada con un CD exclusivo
- Voodoo Child: The Illustrated Legend of Jimi Hendrix, edición limitada autografiada con un CD exclusivo y páginas eliminadas
- Bill Sienkiewicz Sketchbook (Fantagraphics)
- Classics Illustrated #4 – Moby Dick (Berkeley Publishing)
- Trading Cards Big Budget Circus (Eclipse Enterprises)
- Trading Cards Friendly Dictators (Eclipse Enterprises)
- Trading Cards Coup D’Etat (Eclipse Enterprises)
- Trading Cards Rock Bottom Awards (Eclipse Enterprises)
- Total Eclipse #1-5 (tapa solamente)